# Zaghouan

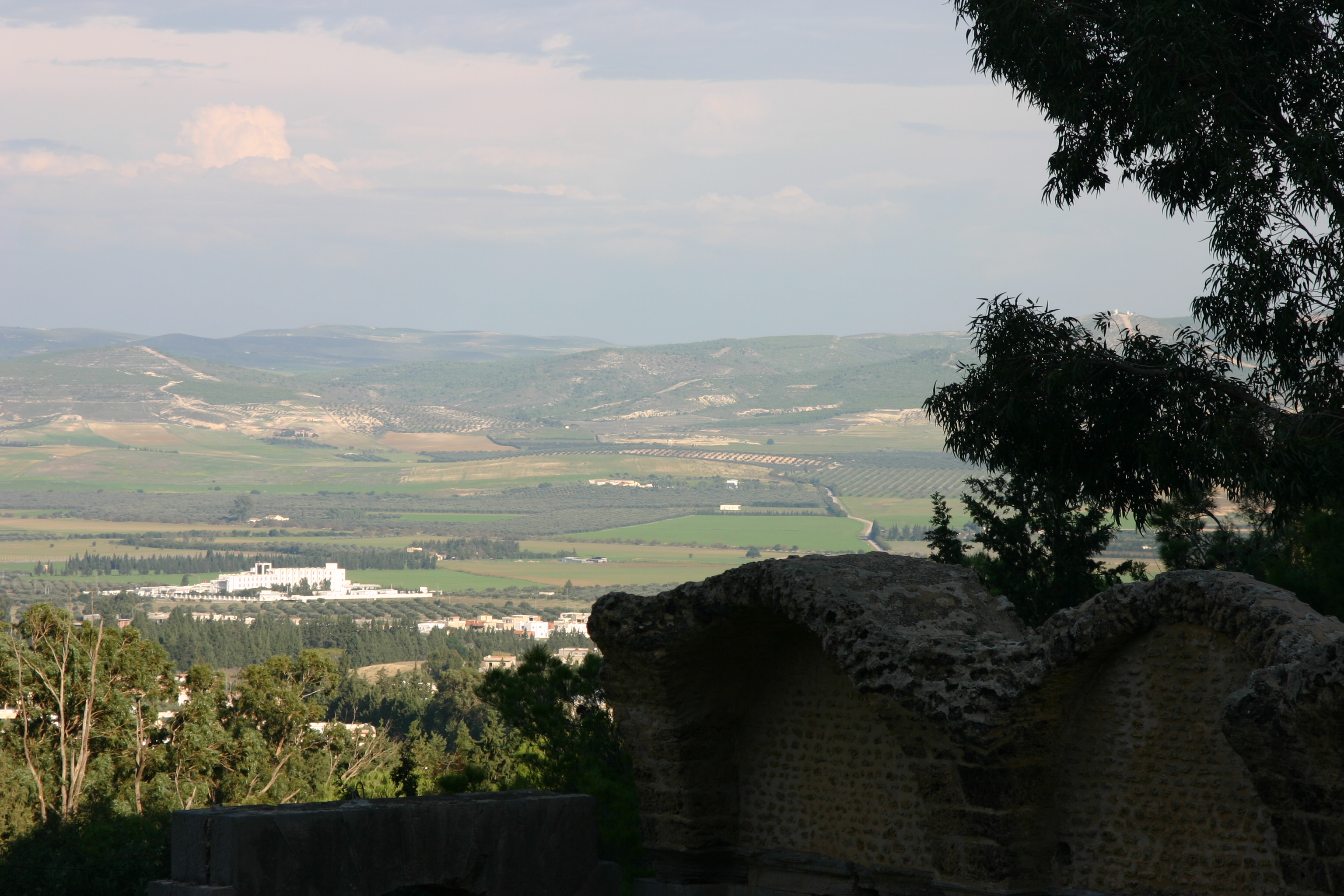
Plana de Zaghouan i muntanyes del Djebel Marchana a la vora del temple de l'aigua, prop de Zaghouan

Zaghouan (àrab: زغوان, Zaḡwān) és una ciutat de Tunísia, capital de la governació de Zaghouan, situada a la part nord del Djebel Zaghouan (1.295 metres) i al sud del Djebel Marchana, en una ampla plana agrícola. Té una població de 16.037 habitants i és capçalera d'una delegació amb 34.650 habitants. La ciutat és a 197 metres sobre el nivell del mar.

## Patrimoni
La mesquita principal de la ciutat és la de Sidi Ali Azouz.
Correspon a l'antiga Ziqua, de la qual només en resta un arc triomfal. L'aqüeducte construït per ordre de l'emperador Hadrià vers el 122 es troba a la rodalia (es pot veure a 2 km de la ciutat) i portava l'aigua fins a Cartago, a 88 km. El temple de les Aigües es va aixecar al lloc de les fonts en honor d'aquest emperador.
En un radi d'uns 25 km hi ha nombrosos jaciments arqueològics, dels quals els principals són: Thuburbo Majus, Oudna, el temple de les Aigües, Seguermes, Takrouma i Zriba.

## Economia
El massís veí, amb vestigis arqueològics, gorges i una flora i fauna excepcional, està en estudi per la seva transformació en parc natural. L'economia agrícola ha deixat pas en els darrers anys a un desenvolupament industrial, amb zones industrials creades pel govern on s'han instal·lat nombroses indústries. La seva economia es basa en activitats agroalimentàries, de cria de ramats, de producció forestal i productes termals. La utilització intensiva de la capa freàtica ha permès la construcció de tres embassaments hidroelèctrics a la regió i 16 més de secundaris. Una planta per al tractament de l'aigua, amb capital parcialment donat pel govern belga, es va posar en funcionament el març del 2007.
La regió és coneguda per les seves nombroses fonts d'aigua excel·lent i pura, i per les roses, cultiu introduït pels andalusins, i l'aigua de pètals de rosa (utilitzat en cuina i cosmètica), especialitat local. Els hammams (estacions termals) són un atractiu turístic de la ciutat i rodalia, i al sud, a un 9 km hi ha el més conegut, el de Hammam Zriba, i a l'est, a uns 15 km, el Hammam Bent Edjedidi.

## Administració
Com a delegació o mutamadiyya, duu el codi geogràfic 16 51 (ISO 3166-2:TN-12) i està dividida en nou sectors o imades:
- Zaghouan Ville (16 51 51)
- Zaghouan Nord (16 51 52)
- Zaghouan Sud (16 51 53)
- Bir Halima (16 51 54)
- Mograne (16 51 55)
- Jimla (16 51 56)
- El Aïtha (16 51 57)
- Oued Erremel (16 51 58)
- Oued Ezzit (16 51 59)

Al mateix temps, forma una municipalitat o baladiyya (codi geogràfic 16 11).